# Aisha Yesufu
Aisha Somtochukwu Yesufu  (Estado de Kano, Nigeria,12 de diciembre de 1973) es una activista y empresaria nigeriana. Fue cofundadora del movimiento #BringBackOurGirls, que llama la atención sobre el secuestro de más de 200 niñas de una escuela secundaria en Chibok, Nigeria, el 14 de abril de 2014, por parte del grupo terrorista Boko Haram. Además ha tenido una participación destacada en el movimiento End SARS contra la brutalidad policial en Nigeria.

## Biografía
Aisha Yesufu nació y creció en el estado de Kano, y es de Agbede en el estado de Edo. Experimentó las dificultades de ser una niña en un ambiente fuertemente patriarcal. Cuando tenía 11 años, dijo que no tenía amigas porque todas habían estado casadas o habían muerto en el parto, y que cuando se casó a los 24, la mayoría de sus amigas eran casi abuelas. Añade que su amor por los libros la ayudó durante la infancia, y la lectura le hizo darse cuenta de que había un mundo más allá del gueto en el que estaba creciendo y que ella quería esa vida.
En 1991 intentó entrar en la Academia de Defensa de Nigeria pero fue rechazada por ser mujer. En 1992 fue admitida en la Universidad Usmanu Danfodiyo aunque después de que la escuela cerrase se matriculó en la Universidad Ahmadu Bello para estudiar medicina. Aisha Yesufu dejó la Universidad Ahmadu Bello después de que la escuela también fuera cerrada, tras el asesinato de un profesor en 1994. Terminó su educación en la Universidad de Bayero Kano, donde se graduó con una licenciatura en microbiología.

## Activismo
Njideka Agbo escribió sobre Aisha Yesufu en The Guardian en 2019:

"A menudo difamada por su postura sobre cuestiones nacionales en Nigeria por voces progubernamentales, no es una activista corriente. Su afición por dar nombres le ha valido montones de enemigos y, tal vez, admiradores".

### #BringBackOurGirls
En 2014 después de que el grupo terrorista Boko Haram secuestrara a 276 escolares, Aisha Yesufu y Oby Ezekwesili cofundaron el movimiento #BringBackOurGirls para impulsar su rescate. Aisha Yesufu estuvo entre las mujeres manifestantes que marcharon hacia la Asamblea Nacional de Nigeria,en la capital de la nación, Abuya, el 30 de abril de 2014.

### End SARS
Aisha Yesufu ha sido miembro destacada del movimiento contra la violencia policial End SARS, que comenzó en 2017 y toma su nombre de una controvertida unidad policial en la Fuerza de Policía de Nigeria llamada Special Anti-Robbery Squad (SARS). Una fotografía usando hiyab en una protesta por el fin del SARS se convirtió en un símbolo icónico del movimiento.
Aisha Yesufu ha dicho sobre las protestas de End SARS que:

"No seré una madre irresponsable y dejaré esta lucha por mis hijos. Estoy dispuesta a sacrificar mi vida para que mis hijos vivan. Los traje a este mundo, y necesito arreglar el mundo en el que los puse".

## Premios y reconocimientos
- En 2020 fue seleccionada como una entre las 100 mujeres de la BBC.[14] Fue incluida también en una lista de los 100 africanos más influyentes de la revista New African.[15]